# Скачков, Игорь Александрович
Игорь Александрович Скачков (14.06.1914 — 20.03.1974) — советский учёный в области земледелия и агрономии, член-корреспондент ВАСХНИЛ (1966).

## Биография
Родился в с. Никитовка Белгородской губернии. Окончил Воронежский СХИ (1936) и его аспирантуру (1939). Работал там же: ученый секретарь, ассистент кафедры общего земледелия (1939—1940), и. о. доцента кафедры ботаники, помощник директора по научной работе (1940—1941).
В 1941—1946 служил в РККА, участник Великой Отечественной войны. После демобилизации — заместитель директора Воронежского СХИ по научной работе (1946—1947).
С 1947 заместитель директора по научной работе, в 1948—1967 директор Института сельского хозяйства Центрально-Чернозёмной полосы им. В. В. Докучаева.
В 1967—1969 и. о. академика-секретаря Отделения земледелия и химизации ВАСХНИЛ. С 1969 г. начальник отдела борьбы с эрозией почвы и орошения НИИ сельского хозяйства Центрально-Чернозёмной полосы им. В. В. Докучаева.

## Награды и звания
Доктор с.-х. наук (1966), профессор (1966), член-корреспондент ВАСХНИЛ (1966).
Заслуженный агроном РСФСР (1964). Награждён 2 орденами Красного Знамени (1943, 1944), орденами Отечественной войны I и II степеней (1943, 1945), орденами Ленина (1966), Трудового Красного Знамени (1949), «Знак Почёта» (1954), медалями СССР, ВСХВ и ВДНХ.

## Научная деятельность
Научные интересы: влияние качества обработки почвы, засоренности зерновых на размер потерь урожая, агротехническая оценки пахоты и сева зерновых на повышенной скорости трактора.
Руководитель и непосредственный участник выведения нескольких перспективных сортов озимой пшеницы и люцерны.

### Научные труды
Автор (соавтор) более 100 научных трудов, в том числе 28 книг и брошюр.
Публикации:
- Борьба с потерями при уборке зерновых культур. — Воронеж: Кн. изд-во, 1955. — 36 с.
- Достижения науки и передового опыта в растениеводстве / соавт. Б. П. Базилевский. — Воронеж: Кн. изд-во, 1958. — 72 с. — (Б-чка пред. колхоза).
- Пропашная система земледелия. Центрально-Чернозёмная зона / соавт.: И. К. Винокурова и др. — М.: Россельхозиздат, 1964. — 375 с.
- Производство проса в передовых хозяйствах / соавт.: А. В. Насонов и др. — М.: Колос, 1965. — 136 с. — (Прогрессив. технологию всем колхозам и совхозам).
- Борьба с эрозией почв: (из опыта хоз-в Центр.-Чернозем. зоны) / соавт. Н. Г. Петров. — Воронеж, Центрально-Чернозёмное книжное издательство, 1973. — 141 с.